# Municipio de Hovey
El municipio de Hovey (en inglés: Hovey Township) es un municipio ubicado en el condado de Armstrong en el estado estadounidense de Pensilvania. En el año 2000 tenía una población de 93 habitantes y una densidad poblacional de 17.5 personas por km².

## Geografía
El municipio de Hovey se encuentra ubicado en las coordenadas 41°08′00″N 79°40′59″O / 41.13333, -79.68306.

## Demografía
Según la Oficina del Censo en 2000 los ingresos medios por hogar en la localidad eran de $35,938 y los ingresos medios por familia eran $36,563. Los hombres tenían unos ingresos medios de $28,750 frente a los $18,750 para las mujeres. La renta per cápita para la localidad era de $16,573. Alrededor del 17.9% de la población estaban por debajo del umbral de pobreza.